# كاتب سيناريو
كاتب السيناريو أو سيناريست هو الشخص الذي يكتب السيناريو بإطاره التفصيلي كما يقوم أيضا بتوجيه عملية إعداد عمل الرسومات مثل: الأفلام، البرامج التلفزيونية، قصص مصورة أو ألعاب الفيديو ... وفي كثير من الأحيان، يعد السيناريو أكثر من خطة لتصوير قصة فلم.